# Kenneth (Minnesota)
La ville de Kenneth est située dans le comté de Rock, dans l’État du Minnesota, aux États-Unis. Sa population s’élevait à 68 habitants lors du recensement de 2010.

## Histoire
Kenneth a été établie en 1900 et nommée d’après Kenneth Kennicott, le fils d’un des premiers colons. Kenneth dispose d’un bureau de poste depuis 1900.

## Source
- (en) Cet article est partiellement ou en totalité issu de l’article de Wikipédia en anglais intitulé « Kenneth, Minnesota » (voir la liste des auteurs).

1. ↑  Warren Upham, Minnesota Geographic Names: Their Origin and Historic Significance, Minnesota Historical Society, 1920 (lire en ligne), p. 467.
2. ↑  (en) « Rock County », Jim Forte Postal History (consulté le 6 août 2015).
3. ↑  (en) « Population and Housing Unit Estimates » (consulté le 24 mars 2018)
4. ↑  (en) « Census of Population and Housing » [archive du 26 avril 2015], Census.gov (consulté le 4 juin 2015)